# Frank Worsley
Frank Worsley (ur. 22 lutego 1872 w Akaroa, zm. 1 lutego 1943 w Claygate) – nowozelandzki kapitan żeglugi wielkiej, nawigator, oficer Royal Navy, polarnik, kapitan statku „Endurance” Imperialnej Wyprawy Transantarktycznej (1914–1916) i kapitan statku „Quest” Wyprawy Shackletona–Rowetta (1921–1922). 

## Życiorys
Frank Worsley urodził się 22 lutego 1872 roku w Akaroa na Wyspie Południowej w Nowej Zelandii . Syn Henry’ego Worsley’a i Vincent Fulton . Po ukończeniu Fendalton School, w wieku 15 lat, rozpoczął pracę na morzu, pływając dla New Zealand Shipping Company między Nową Zelandią a Anglią przez około dziesięć lat . W 1901 roku objął pierwsze samodzielne dowództwo, zostając kapitanem szkunera „Countess of Ranfurly” . W 1902 roku wstąpił do Royal Naval Reserve, gdzie odbył krótkie szkolenie na statkach eskadry australazjatyckiej i uzyskał stopień podporucznika . W latach 1905–1906 dowodził statkiem „Sparrow” . Pływał dla New Zealand Government Steamer Service i Allan Line Royal Mail Steamers . 

### Imperialna Wyprawa Transantarktyczna (1914–1916)
Po zdobyciu bieguna południowego w 1911 roku przez Roalda Amundsena (1872–1928) i Roberta Falcona Scotta (1868–1912), kolejnym wyzwaniem dla polarników było przemierzenie kontynentu drogą lądową. 29 grudnia 1913 roku Shackleton ogłosił nową wyprawę celem przejścia Antarktydy. W styczniu 1914 roku opublikował plany ekspedycji, co zaowocowało nadesłaniem ponad 5000 aplikacji od chętnych do udziału w wyprawie. Shackleton wybrał 56 osób, w tym Worsley’a, któremu powierzył funkcję kapitana statku ekspedycji „Endurance” .    
Jedna grupa pod kierownictwem Shackletona miała przejść od Morza Weddella przez biegun południowy do cieśniny McMurdo Sound na Morzu Rossa, a druga założyć bazę w McMurdo Sound, rozstawić składy zaopatrzenia dla Shackletona idącego od bieguna na północ, a następnie wyjść naprzeciw ekipie trawersującej kontynent i spotkać ją na Lodowcu Beardmore’a.
„Endurance” został uwięziony w paku lodowym na Morzu Weddella zanim zdołał dotrzeć do celu. Przez całą antarktyczną zimę 1915 roku dryfował na północ, aż został zmiażdżony i zatonął. Cała załoga zdołała się ewakuować i obozowała na lodzie, cały czas dryfując na północ. W końcu udało im się dopłynąć na dwóch szalupach uratowanych ze statku do wyspy Elephant Island i wylądować na Cape Valentine. Jedną z szalup – „Dudley Docker” – dowodził Worsley . 
Shackleton wraz z pięcioma innymi uczestnikami wyprawy wybrał się jedną z szalup po pomoc do Georgii Południowej, pokonując 1300 km przez otwarte wody. Za nawigację odpowiadał Worsley i to jego umiejętnościom polarnicy zawdzięczali bezpieczne dotarcie do brzegu w King Haakon Bay  . Następnie grupa przeprawiła się pieszo przez góry Georgii Południowej, docierając do bazy wielorybników. Shackleton bezzwłocznie podjął próby dotarcia do 22 członków załogi pozostałych na Elephant Island, jednak dopiero czwarta próba się powiodła.
Worsley za zasługi podczas tej ekspedycji otrzymał srebrny Medal Polarny .

### I wojna światowa

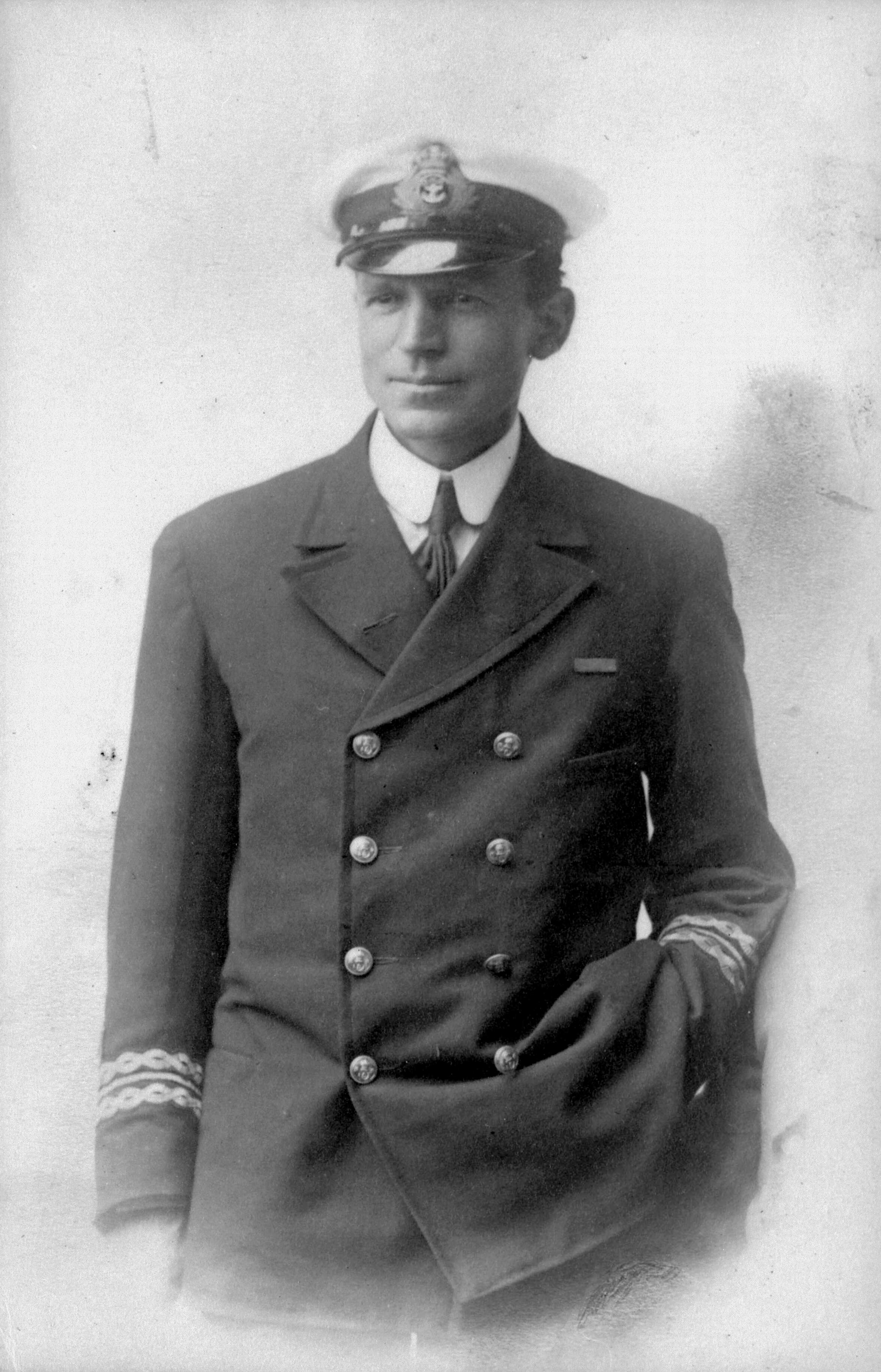
Frank Worsley (1917)

Po powrocie Worsley pełnił służbę w Royal Navy i dowodził statkami-pułapkami (ang. Q-ship), walcząc z okrętami podwodnymi . Dowodząc HMS PC 61, we wrześniu 1917 roku staranował i zatopił niemiecki okręt podwodny SM UC-33 . W 1917 roku otrzymał Order Wybitnej Służby . Następnie przez prawie rok dowodził HMS Idaho, a we wrześniu został mianowany na dowódcę HMS Pangloss, lecz wkrótce tę nominację odwołano i Worsely został oddelegowany do War Office . 
W latach 1918–1919 na prośbę Shackletona  był oddelegowany jako oficer ds. transportu i zaopatrzenia na rosyjski front północny, gdzie wspomagał Shackletona odpowiedzialnego za szkolenie i wyposażenie brytyjskich północno-rosyjskich sił ekspedycyjnych (ang. British North Russian Expeditionary Force) . W 1920 roku został odznaczony Orderem Imperium Brytyjskiego .

### Wyprawa Shackletona–Rowetta (1921–1922)
Cel wyprawy Shackletona–Rowetta nie do końca był jasno określony. W ostatniej chwili plany zostały zmienione z kierunku arktycznego na antarktyczny. Shackleton chciał m.in. zbadać odcinek ponad 4000 km wybrzeża od Ziemi Enderby do Ziemi Coatsów, odnaleźć wyspy, o których raportowali łowcy fok i przeprowadzić pionierskie próby użycia samolotu do badania Antarktydy. Worsley dowodził statkiem wyprawy „Quest” i objął funkcję nawigatora i hydrografa .  
Ponieważ „Quest” uległ jednak awarii i musiał zostać poddany naprawie w Rio de Janeiro, Shackleton został zmuszony zmienić plany i wyprawa skierowała się ku Georgii Południowej. Podczas rejsu Shackleton ukrywał narastające problemy zdrowotne . 4 stycznia „Quest” dotarł do wyspy, a w godzinach porannych Shackleton doznał rozległego zawału serca i zmarł . Po jego śmierci członkowie ekspedycji podjęli decyzję o kontynuacji wyprawy pod dowództwem Franka Wilda (1873–1939). Popłynęli wzdłuż wybrzeża Antarktydy, docierając do Elephant Island i kilku innych wysp Sandwicha Południowego i Morza Weddella . Po trzech miesiącach wrócili na Georgię Południową , a do Anglii we wrześniu 1922 roku.  

### Wyprawa arktyczna
W 1926 roku Worsley był jednym z kierowników brytyjskiej wyprawy arktycznej, dowodził jednym ze statków i prowadził grupę mapującą niezbadany wówczas jeszcze obszar między Spitsbergenem a Ziemią Franciszka Józefa . Worsley uważał się za pierwszego Nowozelandczyka, który stanął na Ziemi Franciszka Józefa .  

### II wojna światowa
Podczas II wojny światowej początkowo pracował dla Międzynarodowego Czerwonego Krzyża w Norwegii i Francji . Następnie dowodził stacją szkoleniową pogotowia ratunkowego w Balham w Londynie . Zataiwszy swój wiek, w 1941 roku objął dowództwo statku „Dalriada”, który brał udział w usuwaniu wraków z portu w Sheerness . Po tym jak się wydało, że w rzeczywistości ma 70 lat, Worsley został przeniesiony jako wykładowca do placówki szkoleniowej marynarki wojennej HMS King Alfred w Hove . Następnie był zatrudniony w pionie administracyjnym Royal Naval College w Greenwich .  
Worsley zmarł na raka płuc 1 lutego 1943 roku w Claygate , a jego prochy rozsypano na morzu . Worsley był dwukrotnie żonaty – z Theodorą Cayley Blackden (1917–1923) oraz z Margaret Jane Cumming (1926–1943) .

## Publikacje
Publikacje podane za listą na stronie Scott Polar Research Institute :
- 1927 – Under Sail in the Frozen North
- 1931 – Endurance
- 1933 – Shackleton's Boat Journey
- 1938 – First Voyage, in a Square-Rigged Ship

## Odznaczenia

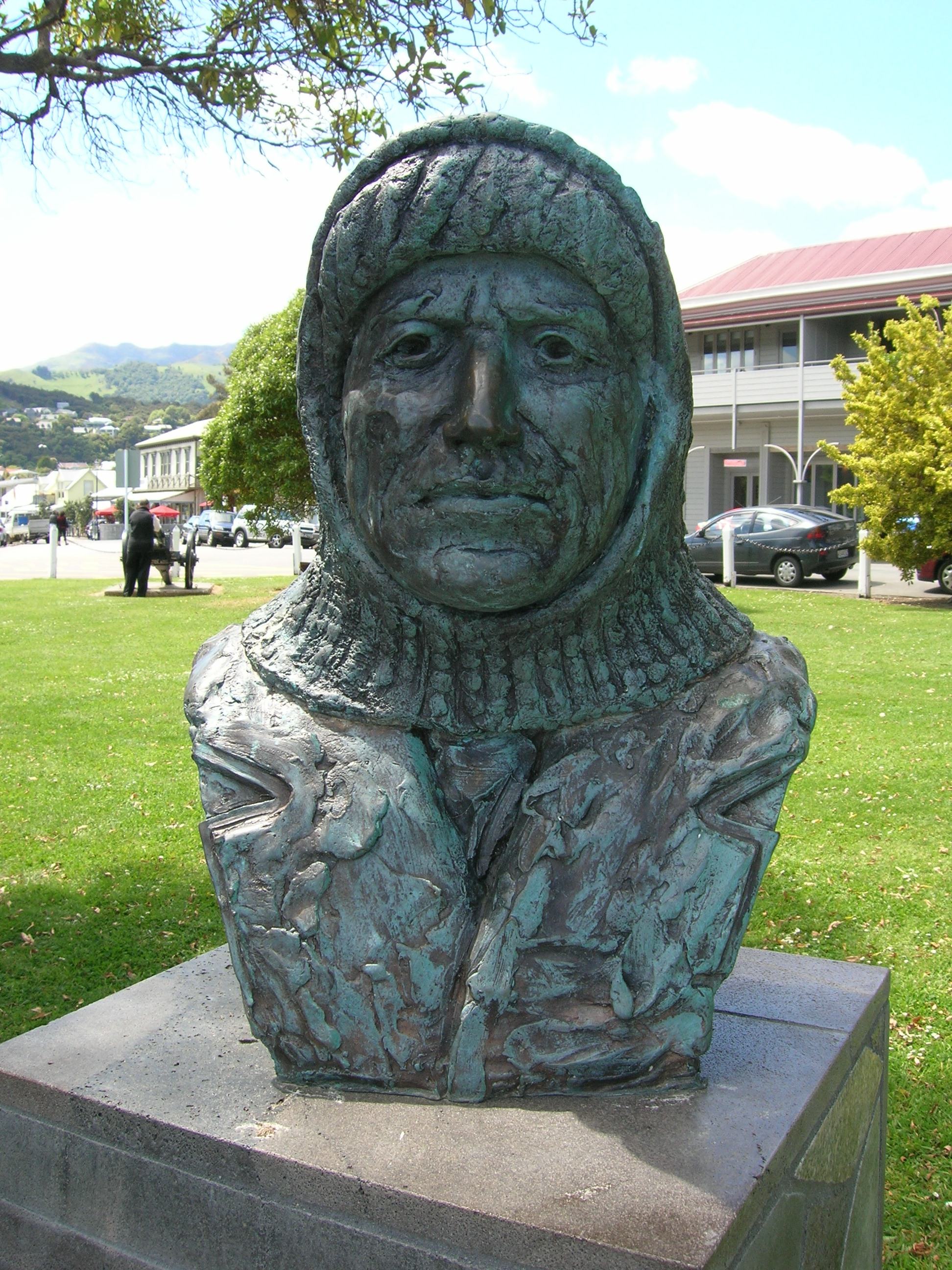
Popiersie Worsley’a w rodzinnym Akaroa

Nagrody i odznaczenia podane za listą na stronie Scott Polar Research Institute :
- 1917 – Srebrny Medal Polarny
- 1917 – Order Wybitnej Służby[1]
- 1919 – Order Imperium Brytyjskiego[1]
- Royal Naval Reserve Decoration

## Upamiętnienie
Na cześć Worsley’a nazwano następujące obiekty na obszarze Antarktyki:
- Cape Worley – przylądek na wschodnim wybrzeżu Półwyspu Antarktycznego[15]
- Mount Worsley – szczyt w Georgii Południowej[3]
- Worsley Icefalls – w pobliżu Nimrod Glacier[16]

W rodzinnym Akaroa ustawiono popiersie Worsley’a.